# Gli apocalittici
Gli apocalittici è una serie TV-reality che racconta di persone che si preparano alla fine del mondo, trasmessa da National Geographic Channel e prodotta dalla Sharp Entertainment.

## Trama
La serie si basa sulle interviste a persone che si preparano a sopravvivere a varie catastrofi che potrebbero portare alla fine della vita come la conosciamo, tra cui: il collasso economico, impulso elettromagnetico, attacchi terroristici, carenza di carburante, guerre, pandemie, ecc. Gli intervistati raccontano le azioni che i preppers hanno intrapreso per sopravvivere alla fine della civiltà, con una analisi degli esperti e le raccomandazioni per il miglioramento delle loro strategie di sopravvivenza.
Gli apocalittici è la serie di maggior successo mai trasmessa negli Usa da National Geographic Channel

## Episodi
La serie tv americana è composta da 12 episodi più l'episodio pilota. Per la trasposizione italiana gli episodi sono stati rimontati ed allungati fino ad una durata di circa 50 minuti.
| No | Titolo originale | Titolo Italiano              | Prima TV USA | Prima TV Italia |
| 1  |                  | Armati per la fine del mondo |              | 24 settembre    |
| 2  |                  | I profeti dell'apocalisse    |              | 24 settembre    |
| 3  |                  | Ritorno all'età della pietra |              | 1º ottobre      |
| 4  |                  | In fuga dall'anarchia        |              | 8 ottobre       |

## Curiosità
- In uno studio del 2012 ha rivelato che il 17% degli americani intervistati ritiene che si abbatterà sul mondo una grossa catastrofe entro un anno[4].
- Uno studio del 2012 ha rivelato che il 59% degli americani intervistati ritiene essenziale prepararsi per un potenziale evento catastrofico[4].
- La sigla italiana de Gli apocalittici è il singolo A che ora la fine è del mondo? dell'omonimo album di Luciano Ligabue.